# Havsmusartade fiskar
Havsmusartade fiskar (Chimaeriformes) är en ordning av broskfiskar. Ordningen ingår i underklassen helhuvudfiskar som i sin tur ingår i klassen broskfiskar. Enligt Catalogue of Life omfattar ordningen Chimaeriformes 49 arter.
Havsmusartade fiskar är den enda ordningen i underklassen helhuvudfiskar som har några nu levande arter. Flera utdöda ordningar av helhuvudfiskar har blivit beskrivna efter fossila fynd.
Familjer enligt Catalogue of Life och Dyntaxa:
- Callorhinchidae
- Havsmusfiskar (Chimaeridae)
- Rhinochimaeridae

## Bildgalleri

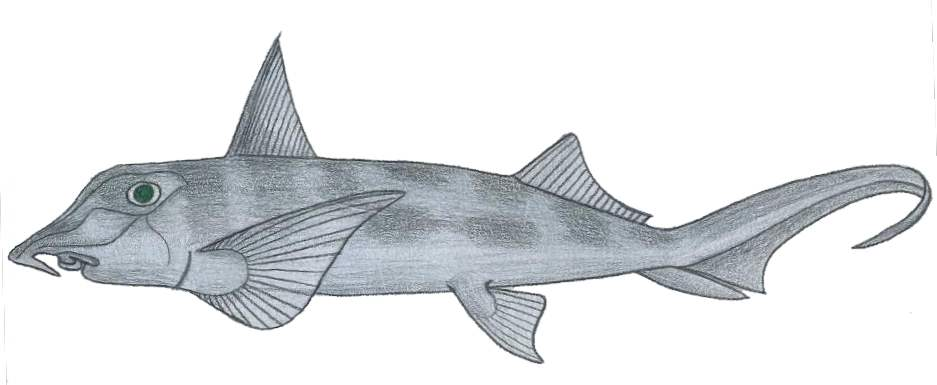
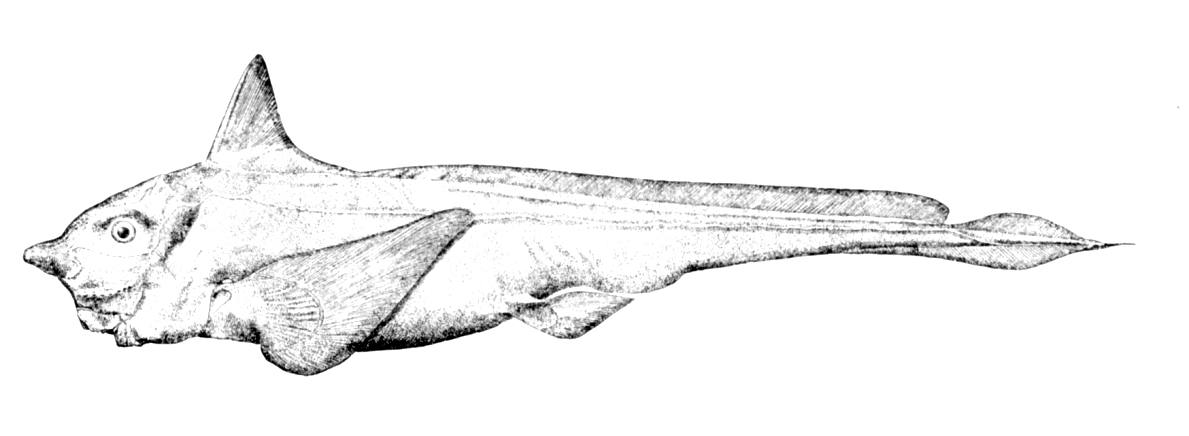
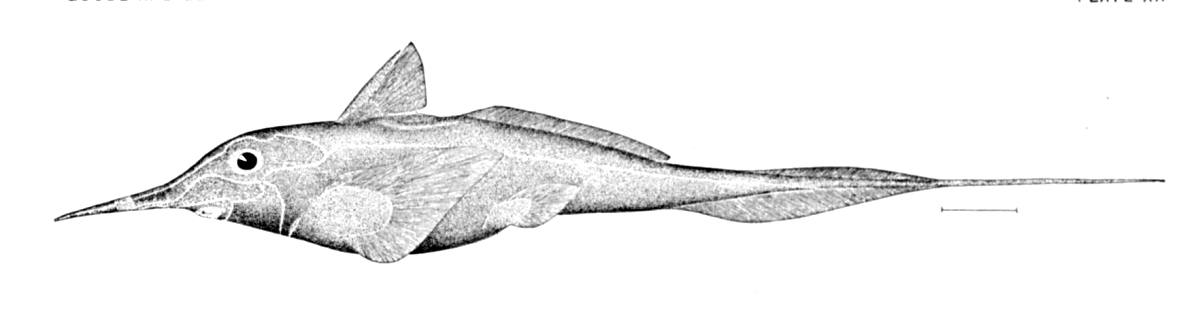